# Aníbal Ángel
Aníbal Ángel B (Sopó, 7 de mayo de 1877; - Bogotá, 20 de enero de 1943) fue un militar y político colombiano. 
Ejerció como ministro de guerra en el gobierno de Enrique Olaya Herrera.

## Biografía
Aníbal Ángel ingresó al Ejército Nacional en 1899 como oficial del arma de Caballería. En 1901 asumió como comandante de compañía del batallón Politécnico, unidad de formación con la que contaba en Ejército, donde se destacó hasta 1907, cuando fue seleccionado para apoyar la Misión Chilena encargada de crear la Escuela Militar, asumiendo como comandante de compañía del naciente cuerpo el 1° de septiembre. En 1911 fue llamado a curso de Estado Mayor.  
Como teniente coronel, asumió en 1915 el comando del Regimiento Ayacucho, pasando luego a estar a cargo de los regimientos sucre y Bolívar. El 19 de abril de 1917 volvió a asumir la subdirección de la Escuela Militar, desempeñándose hasta el 12 de marzo de 1919, cuando pasó 
a ser Jefe de Sección del Estado Mayor General. Con el grado de Coronel, fue Jefe de Sección del Ministerio de Guerra y Jefe de Estado Mayor de División, volviendo el 1° de enero de 1928 a la Escuela Militar ahora como director.
En 1929 ejerció el general Ángel como comandante de División, en cuya calidad integró el consejo de guerra que condenó a cuatro años de cárcel al teniente Ernesto Botero por la Masacre de Las Bananeras, decisión sobre la cual votó Ángel en contra. El 9 de mayo de 1930 fue nombrado jefe de departamento del Ministerio de Guerra y el 1° de diciembre del mismo año pasó a ser secretario general en reemplazo del general José María Forero, cargo en el cual se encargó de la cartera de Guerra. El 11 de enero de 1934, el gobierno nacional aceptó la solicitud de retiro del servicio activo del general Ángel, designando en su reemplazo al teniente coronel Clímaco Jaramillo.